# Hockey sur glace aux Jeux asiatiques d'hiver de 2007
Navigation
Aomori 2003 Astana - Almaty 2011
Les tournois de Hockey sur glace aux Jeux asiatique d'hiver de Changchun ont eu lieu du 26 janvier 2007 au 3 février 2007.
Le Japon remporte le tournoi masculin, son deuxième consécutif.
La Kazakhstan s'impose dans le tournoi féminin, son deuxième consécutif.

## Tournoi masculin
Les matchs se sont déroulés au Fuao Ice Hockey Rink à Changchun.

### Premier tour
Le premier de chaque groupe se qualifient pour la poule finale. Le deuxième de chaque groupe se qualifie pour les matchs de classement pour la cinquième place. le troisième de chaque groupe se qualifie pour les matchs de classement pour la neuvième place. 

#### Groupe A
| 27 janvier 2007 | Japon | 6-1 (0-0; 5-0; 1-1) | Corée du Nord | Fuao Ice Hockey Rink |

|   | Équipe        | PJ | V | VP | DP | D | Pts | Bp. | Bc. | Diff. |
| - | ------------- | -- | - | -- | -- | - | --- | --- | --- | ----- |
| 1 | Japon         | 1  | 1 | 0  | 0  | 0 | 3   | 6   | 1   | +5    |
| 2 | Corée du Nord | 1  | 0 | 0  | 0  | 1 | 0   | 1   | 6   | -5    |

#### Groupe B
| 26 janvier 2007 | Thaïlande           | 0-4 (0-1; 0-1; 0-2)     | Émirats arabes unis | Fuao Ice Hockey Rink |
| 27 janvier 2007 | Émirats arabes unis | 0-38 (0-14; 0-8; 0-16)  | Kazakhstan          | Fuao Ice Hockey Rink |
| 29 janvier 2007 | Kazakhstan          | 52-1 (17-0; 20-0; 15-1) | Thaïlande           | Fuao Ice Hockey Rink |

|   | Équipe              | PJ | V | VP | DP | D | Pts | Bp. | Bc. | Diff. |
| - | ------------------- | -- | - | -- | -- | - | --- | --- | --- | ----- |
| 1 | Kazakhstan          | 2  | 2 | 0  | 0  | 0 | 6   | 90  | 1   | +89   |
| 2 | Émirats arabes unis | 2  | 1 | 0  | 0  | 1 | 3   | 4   | 38  | -34   |
| 3 | Thaïlande           | 2  | 0 | 0  | 0  | 2 | 0   | 1   | 56  | -55   |

#### Groupe C
| 26 janvier 2007 | Koweït | 15-2 (3-0; 7-0; 5-2)  | Macao  | Fuao Ice Hockey Rink |
| 27 janvier 2007 | Macao  | 0-26 (0-11; 0-8; 0-7) | Chine  | Fuao Ice Hockey Rink |
| 29 janvier 2007 | Chine  | 11-1 (6-0; 4-0; 1-1)  | Koweït | Fuao Ice Hockey Rink |

|   | Équipe | PJ | V | VP | DP | D | Pts | Bp. | Bc. | Diff. |
| - | ------ | -- | - | -- | -- | - | --- | --- | --- | ----- |
| 1 | Chine  | 2  | 2 | 0  | 0  | 0 | 6   | 37  | 1   | +36   |
| 2 | Koweït | 2  | 1 | 0  | 0  | 1 | 3   | 16  | 13  | +3    |
| 3 | Macao  | 2  | 0 | 0  | 0  | 2 | 0   | 2   | 41  | -39   |

#### Groupe D
| 26 janvier 2007 | Malaisie     | 7-3 (3-3; 1-0; 3-0)  | Hong Kong | Fuao Ice Hockey Rink |
| 27 janvier 2007 | Corée du Sud | 11-0 (3-0; 4-0; 4-0) | Hong Kong | Fuao Ice Hockey Rink |
| 29 janvier 2007 | Corée du Sud | 14-1 (3-0; 4-0; 7-1) | Malaisie  | Fuao Ice Hockey Rink |

|   | Équipe       | PJ | V | VP | DP | D | Pts | Bp. | Bc. | Diff. |
| - | ------------ | -- | - | -- | -- | - | --- | --- | --- | ----- |
| 1 | Corée du Sud | 2  | 2 | 0  | 0  | 0 | 6   | 25  | 1   | +24   |
| 2 | Malaisie     | 2  | 1 | 0  | 0  | 1 | 3   | 8   | 17  | -9    |
| 3 | Hong Kong    | 2  | 0 | 0  | 0  | 2 | 0   | 3   | 18  | -15   |

### Matchs pour la neuvième place
| 30 janvier 2007 | Macao | 0-6 (0-2; 0-1; 0-3) | Thaïlande | Fuao Ice Hockey Rink |

| 2 février 2007 | Thaïlande | 4-3 (0-0; 3-0; 1-3) | Hong Kong | Fuao Ice Hockey Rink |

### Matchs pour la cinquième place
| 30 janvier 2007 | Corée du Nord | 15-0 (8-0; 3-0; 4-0) | Malaisie            | Fuao Ice Hockey Rink |
| 30 janvier 2007 | Koweït        | 2-6 (0-0; 1-2; 1-4)  | Émirats arabes unis | Fuao Ice Hockey Rink |

| 2 février 2007 | Malaisie | 2-10 (1-2; 1-5; 0-3) | Koweït | Fuao Ice Hockey Rink |

| 2 février 2007 | Corée du Nord | 9-2 (3-0; 4-0; 2-2) | Émirats arabes unis | Fuao Ice Hockey Rink |

### Poule finale
| 31 janvier 2007  | Japon      | 3-0 (1-0; 0-0; 2-0)  | Corée du Sud | Fuao Ice Hockey Rink |
| 31 janvier 2007  | Chine      | 1-17 (0-6; 0-6; 1-5) | Kazakhstan   | Fuao Ice Hockey Rink |
| 1er février 2007 | Japon      | 3-2 (2-1; 0-1; 1-0)  | Kazakhstan   | Fuao Ice Hockey Rink |
| 1er février 2007 | Chine      | 3-5 (2-0; 0-3; 1-2)  | Corée du Sud | Fuao Ice Hockey Rink |
| 3 février 2007   | Japon      | 3-1 (2-1; 1-0; 0-0)  | Chine        | Fuao Ice Hockey Rink |
| 3 février 2007   | Kazakhstan | 8-1 (2-0; 3-0; 3-1)  | Corée du Sud | Fuao Ice Hockey Rink |

|                    | Équipe       | PJ | V | VP | DP | D | Pts | Bp. | Bc. | Diff. |
| ------------------ | ------------ | -- | - | -- | -- | - | --- | --- | --- | ----- |
| Médaille d'or      | Japon        | 3  | 3 | 0  | 0  | 0 | 9   | 9   | 3   | +6    |
| Médaille d'argent  | Kazakhstan   | 3  | 2 | 0  | 0  | 1 | 6   | 27  | 5   | +22   |
| Médaille de bronze | Corée du Sud | 3  | 1 | 0  | 0  | 2 | 3   | 6   | 14  | -8    |
| 4                  | Chine        | 3  | 0 | 0  | 0  | 3 | 0   | 5   | 25  | -20   |

### Classement final
|                    | Équipe              |
| ------------------ | ------------------- |
| Médaille d'or      | Japon               |
| Médaille d'argent  | Kazakhstan          |
| Médaille de bronze | Corée du Sud        |
| 4                  | Chine               |
| 5                  | Corée du Nord       |
| 6                  | Émirats arabes unis |
| 7                  | Koweït              |
| 8                  | Malaisie            |
| 9                  | Thaïlande           |
| 10                 | Hong Kong           |
| 11                 | Macao               |

## Tournoi féminin
Les matchs se sont déroulés au Jilin Provincial Skating Rink à Changchun.
| 28 janvier 2007  | Corée du Nord | 2-3 (1-2; 0-0; 1-1)    | Japon         | Jilin Provincial Skating Rink |
| 28 janvier 2007  | Corée du Sud  | 0-20 (0-6; 0-7; 0-7)   | Chine         | Jilin Provincial Skating Rink |
| 29 janvier 2007  | Kazakhstan    | 6-1 (1-0; 5-1; 0-0)    | Corée du Nord | Jilin Provincial Skating Rink |
| 29 janvier 2007  | Japon         | 29-0 (12-0; 6-0; 11-0) | Corée du Sud  | Jilin Provincial Skating Rink |
| 31 janvier 2007  | Kazakhstan    | 14-0 (5-0; 6-0; 3-0)   | Corée du Sud  | Jilin Provincial Skating Rink |
| 31 janvier 2007  | Chine         | 2-4 (0-1; 2-1; 0-2)    | Japon         | Jilin Provincial Skating Rink |
| 1er février 2007 | Corée du Nord | 5-0 (4-0; 1-0; 0-0)    | Corée du Sud  | Jilin Provincial Skating Rink |
| 2 février 2007   | Chine         | 1-3 (1-1; 0-1; 0-1)    | Kazakhstan    | Jilin Provincial Skating Rink |
| 3 février 2007   | Kazakhstan    | 2-1 (2-0; 0-1; 0-0)    | Japon         | Jilin Provincial Skating Rink |
| 3 février 2007   | Chine         | 6-3 (1-0; 2-0; 3-3)    | Corée du Nord | Jilin Provincial Skating Rink |

|                    | Équipe        | PJ | V | VP | DP | D | Pts | Bp. | Bc. | Diff. |
| ------------------ | ------------- | -- | - | -- | -- | - | --- | --- | --- | ----- |
| Médaille d'or      | Kazakhstan    | 4  | 4 | 0  | 0  | 0 | 12  | 25  | 3   | +22   |
| Médaille d'argent  | Japon         | 4  | 3 | 0  | 0  | 1 | 9   | 37  | 6   | +31   |
| Médaille de bronze | Chine         | 4  | 2 | 0  | 0  | 2 | 6   | 29  | 10  | +19   |
| 4                  | Corée du Nord | 4  | 1 | 0  | 0  | 3 | 3   | 11  | 15  | -4    |
| 5                  | Corée du Sud  | 4  | 0 | 0  | 0  | 4 | 0   | 0   | 68  | -68   |